# Cranioleuca vulpecula
El curutié de Parker (Cranioleuca vulpecula) también denominado cola-espina de Parker (en Perú), es una especie de ave paseriforme de la familia Furnariidae perteneciente al numeroso género Cranioleuca. Es nativa del occidente de la cuenca amazónica en Sudamérica. 

## Distribución y hábitat
Se distribuye en el este de Ecuador (río Napo), noreste de Perú (río Amazonas, bajo río Ucayali), suroeste de la Amazonia brasileña (río Solimões localmente hasta el río Negro, también en los ríos Juruá, Purus, alto Madeira) y extremo noreste de Bolivia (bajo río Beni en Pando y extremo norte de Beni.
Esta especie es considerada bastante común en su hábitat natural: el sotobosque de bosques riparios bajos y crecimientos arbustivos jóvenes, con preferencia por las islas fluviales, de la cuenca amazónica occidental, por debajo de los 400 m de altitud.

## Sistemática

### Descripción original
La especie C. vulpecula fue descrita por primera vez por los zoólogos británicos Philip Lutley Sclater & Osbert Salvin en 1866 bajo el nombre científico Synallaxis vulpecula; la localidad tipo es: «Río Ucayali, Perú».

### Etimología
El nombre genérico femenino «Cranioleuca» se compone de las palabras del griego «κρανιον kranion»: cráneo, cabeza, y «λευκος leukos»: blanco, en referencia a la corona blanca de la especie tipo: Cranioleuca albiceps; y el nombre de la especie «vulpecula», proviene del latín «vulpecula»: pequeño zorro, diminutivo de «vulpis, vulpes»: zorro, en referencia al color rojizo semejante a un zorro.

### Taxonomía
Los datos filogenéticos indican que esta especie es hermana a un grupo que incluye a Cranioleuca berlepschi, C. vulpina, C. dissita y C. muelleri. Anteriormente fue considerada conespecífica con Cranioleuca vulpina, pero las dos son localmente sintópicas y ampliamente simpátricas, y los experimentos de campo sugieren un posible aislamiento reproductivo creado por las diferencias de cantos. Es monotípica.